# والتر سوليفان
والتر سوليفان (بالإنجليزية: Walter S. Sullivan)‏ هو صحفي أمريكي، ولد في 18 يناير 1918 في نيويورك في الولايات المتحدة، وتوفي في 19 مارس 1996.